# Unione Democratica e Socialista della Resistenza
L'Unione Democratica e Socialista della Resistenza (in francese Union démocratique et socialiste de la Résistance, UDSR) era un partito politico francese fondato dopo la liberazione della Francia dall'occupazione nazista e attivo durante la Quarta Repubblica (1947-1958). È stato un membro fondatore dell'Internazionale Liberale nel 1947.

## Storia
L'UDRS venne fondato nel 1945 da esponenti non comunisti del Movimento di liberazione nazionale. Il progetto era di creare un Partito Laburista francese che ricomprendesse anche altre formazioni non comuniste ma il piano fallì a causa della nascita della Sezione Francese dell'Internazionale Operaia (SFIO) e dell'affermarsi del Movimento Repubblicano Popolare, d'ispirazione democristiana. L'UDRS decise allora di associarsi col Partito Radicale.
Dopo la crisi di governo del maggio 1947 (quando uscirono dal governo di Paul Ramandier quattro ministri del Partito Comunista Francese ed il vice-premier Maurice Thorez), l'UDSR entrò a far parte della coalizione della cosiddetta Terza forza. Il presidente del partito René Pleven ricoprì la carica di presidente del consiglio dal 1951 al 1952.
Nel 1956 l'UDSR partecipò al governo di Pierre Mendès-France.
Nel 1964, il partito confluì nella Convenzione delle Istituzioni Repubblicane (CIR) di François Mitterrand, che durante il congresso di Epinay del 1971, si sciolse confluendo nel Partito Socialista Francese.

## Struttura

### Presidenti
- René Pleven (26 maggio 1947 – 23 novembre 1953)
- François Mitterrand (23 novembre 1953 – 7 giugno 1964; integrazione nella CIR).

### Segretari generali
- Francis Leenhardt (8 luglio 1945 – 6 novembre 1945)
- Jean-Jacques Grüber (6 novembre 1945 – 10 luglio 1946)
- Joseph-Pierre Lanet (10 luglio 1946 – 21 ottobre 1951)
- Joseph Perrin (21 ottobre 1951 – 7 giugno 1964)